# Oskar Barnack

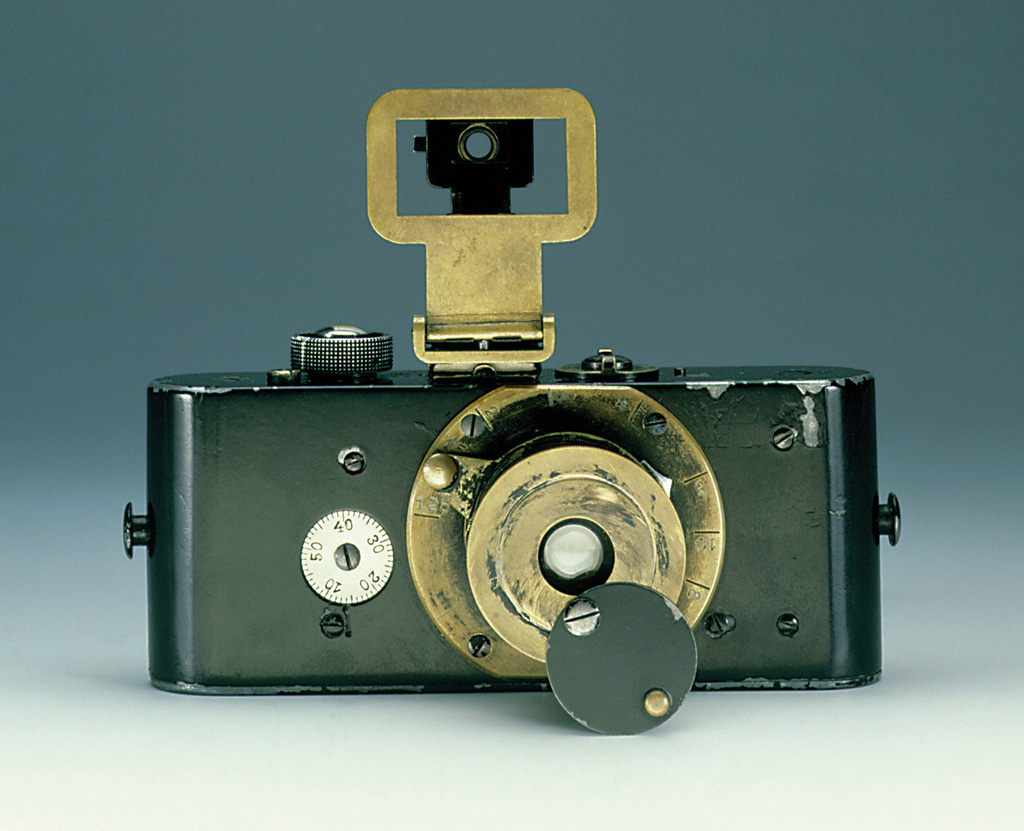
Ur Leica, 1914

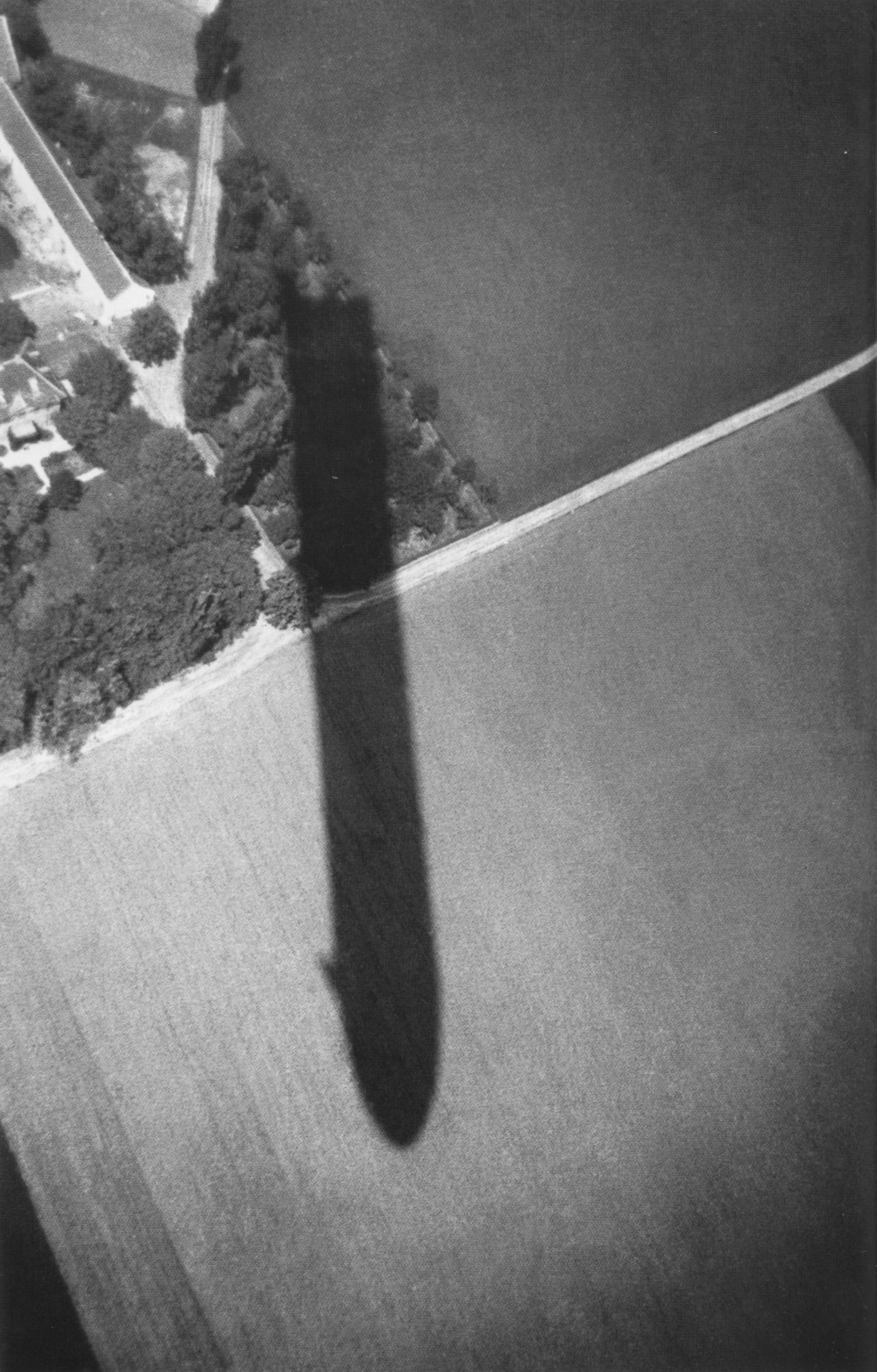
Zeppelin

Oskar Barnack (1. listopadu 1879 – 16. ledna 1936) byl německý optický inženýr, přesný mechanik, průmyslový designér a otec kinofilmové fotografie. Je pokládán za průkopníka fotografické techniky, vynalezl tzv. kameru „Ur-Leica“.

## Život a dílo
V roce 1911 se zúčastnil výzkumu mikroskopu pro společnost Ernst Leitz ve Wetzlaru. Byl nadšený fotograf, ale kvůli svému zdravotnímu stavu nemohl zvládnout tehdejší těžké vybavení. V roce 1912 zkonstruoval 35mm filmovou kameru.
Mezi lety 1913 a 1914 byl vedoucím vývoje u fotografické společnosti Leitz ve Wetzlaru, Hesensko v Německu. Byl hybnou silou při vývoji a výrobě prvního kinofilmového fotoaparátu později uvedeného na trh. Barnack trpěl astmatem a proto se snažil snížit velikost a hmotnost kamery a dalšího podpůrného zařízení používaného při fotografování v exteriéru. Jeho kinofilmový design a nová koncepce využívá malé plochy filmu k vytvoření negativu a možnost pozdějšího zvětšení v temné komoře.
Začátek první světové války zdržel výrobu první Leicy až do roku 1924, přičemž veřejnosti byla představena až o rok později, kdy šéf Leicy optik Ernst Leitz, na sebe vzal riziko výroby 1000 kusů fotoaparátů.
Slovo Leica vzniklo ze spojení Leitz  Camera. Místo exponování desek v předchozích typech Leitzových kamerách používala Leica standardizovaný filmový pás adaptovaný z 35 mm Edisonova ruličkového filmu.
Obec Lynow, rodiště Oskara Barnacka a v současné době německá obec Brandenburg, má muzeum Oskara Barnacka. Jméno Barnackova psa, Hektora, přejaly některé řady objektivů Leica.